# Florencio de Henao
Florencio de Henao (también Floris o Florent; aprox. 1255 - 23 de enero de 1297) fue príncipe de Acaya desde 1289 hasta su muerte, por derecho de su esposa, Isabel de Villehardouin. Fue hijo de Juan I de Avesnes y Adela de Holanda. De su padre recibió el título de estatúder (gobernador) de Zelanda.
Después de dejar Zelanda, entró al servicio de Carlos II de Anjou, que le hizo condestable del Reino de Nápoles. Después de su matrimonio con Isabel (16 de septiembre de 1289), tuvo una hija: Matilde. Matilde sucedería a sus padres como princesa de Acaya.
Florencio se estableció con su esposa en Morea. Negoció el Tratado de Glarentsa con el Imperio bizantino en 1290. Sin embargo, la situación de los francos en Grecia era desesperada en ese momento. La caída de los angevinos en Sicilia quería decir que estaban preocupados por recuperar el territorio allí y eran pocos los gobiernos occidentales que enviaban tropas para defender Morea. Florencio hizo la paz y la mantuvo hasta 1293, cuando los griegos retomaron Kalamata. Florencio no se desesperó y no reabrió la guerra que se había prolongado hasta su sucesión: en lugar de eso envió una embajada en protesta a Andrónico II Paleólogo, y el emperador regresó Kalamata. En 1296, los griegos volvieron a tomar el castillo de san Jorge, en Arcadia. Florencio sitió el castillo, pero murió antes de que pudiera ser tomada.